# 이성호 (양주시장)
이성호(李成浩, 1957년 7월 16일 ~ , 경기도 양주시)은 대한민국의 정치인이다. 제5·6대 경기도 양주시장이다.

## 학력
- 의정부공업고등학교
- 고려대학교 정책대학원 행정학 석사
- 대진대학교 도시설계전공 박사과정 수료

## 경력
- 2006년: 경기도 양주시 회천3동 동장
- 2007년: 경기도 양주시 도시개발사업단 단장
- 2009년: 경기도 양주시 도시건설국, 도시교통국 국장
- 2011년: 경기도 양주시 산업환경국 국장
- 2012년: 경기도 양주시 교육문화복지국 국장
- 2014년: 민주당 경기도당 국지도39호선 조기추진특별위원회, 양주시 전철7호선연장 조기추진특별위원회 위원장
- 2015년: 더불어민주당 경기도당 양주시동두천시지역위원회 수석부위원장, 국회의원 정성호 정책특보단장
- 2016년 4월 ~ 2022년 3월 : 제5·6대(민선 6·7기) 경기도 양주시장

## 역대 선거 결과
|  | 47.78% |

|  | 51.91% |

|  | 71.90% |